# Praha (loď, 1953)
Loď Praha byla první dvoupalubová loď, kterou postavil Dopravní podnik města Brna (DPMB) pro lodní dopravu na Brněnské přehradě. V provozu byla v letech 1953 až 2010, vedena byla pod evidenčním číslem 4804.

## Historie

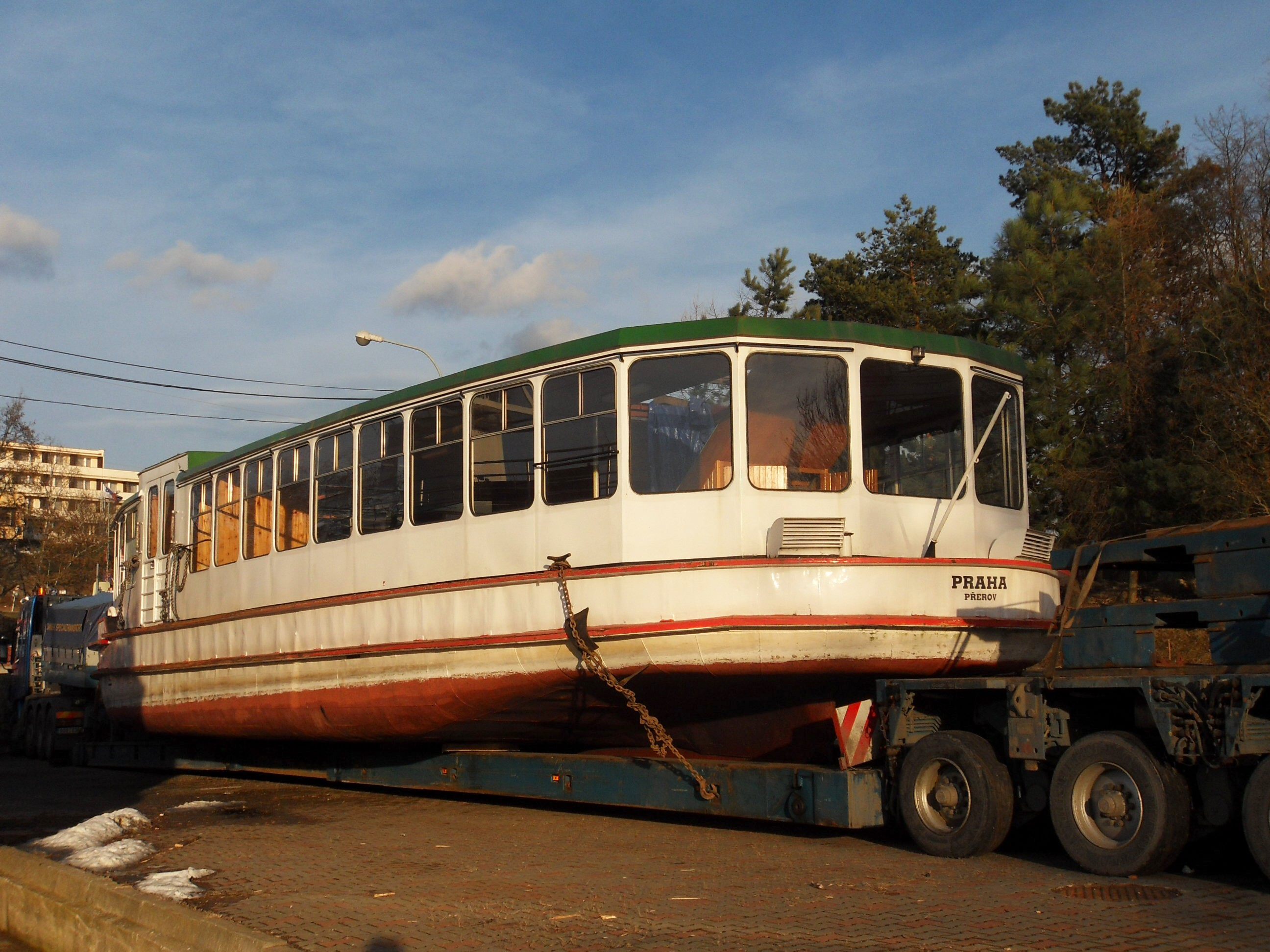
Praha naložená na silničním trajleru v areálu lodní dopravy DPMB

Ještě v průběhu stavby předchozí, velikostně střední lodě Mír se DPMB rozhodl, že příští vyrobené plavidlo bude velká, dvoupalubová loď. V padesátých letech 20. století zájem o přepravu po Brněnské přehradě jednou z lodí Dopravního podniku neustále vzrůstal (vrcholu dosáhl v roce 1956) a plavidla, která byla tehdy v provozu, kapacitně nepostačovala. Praha byla spuštěna na vodu přibližně rok po Míru, v červenci 1953, a ihned byla zařazena do pravidelné služby.
Loď spolehlivě sloužila 30 let, během kterých bylo provedeno několik menších úprav. Před koncem plavební sezóny 1982 byla Praha vytažena z nádrže a byla zahájena její rekonstrukce. Modernizace spojená s přestavbou probíhala až do roku 1984, v průběhu této plavební sezóny již byla rekonstruovaná Praha znovu spuštěna na vodu a zařazena do provozu. Od roku 1984 byla v provozu nepřetržitě až do roku 2010, kdy 17. října vyplula na Brněnskou přehradu naposledy. Poté byla společně s lodí Bratislava odstavena a později za částku přesahující 100 000 Kč odprodána Campu Bítov, kde je využita na souši jako dětský koutek a posezení. V noci z 8. na 9. února 2011 byla na silničním trajleru odvezena z areálu lodní dopravy v Bystrci k mostu přes Vranovskou přehradu pod Bítovem, neboť úzká silnice ke kempu nedovolila v přepravě dále pokračovat. Plavidlo zde bylo odstaveno dva měsíce, dne 8. dubna 2011 byla Praha jeřábem spuštěna na hladinu a odtlačena místní lodí Viktorie do areálu kempu, kde byla definitivně vytažena na souš. V provozu na Brněnské přehradě byla v roce 2011 nahrazena novým plavidlem od firmy Jesko CZ.

## Konstrukce

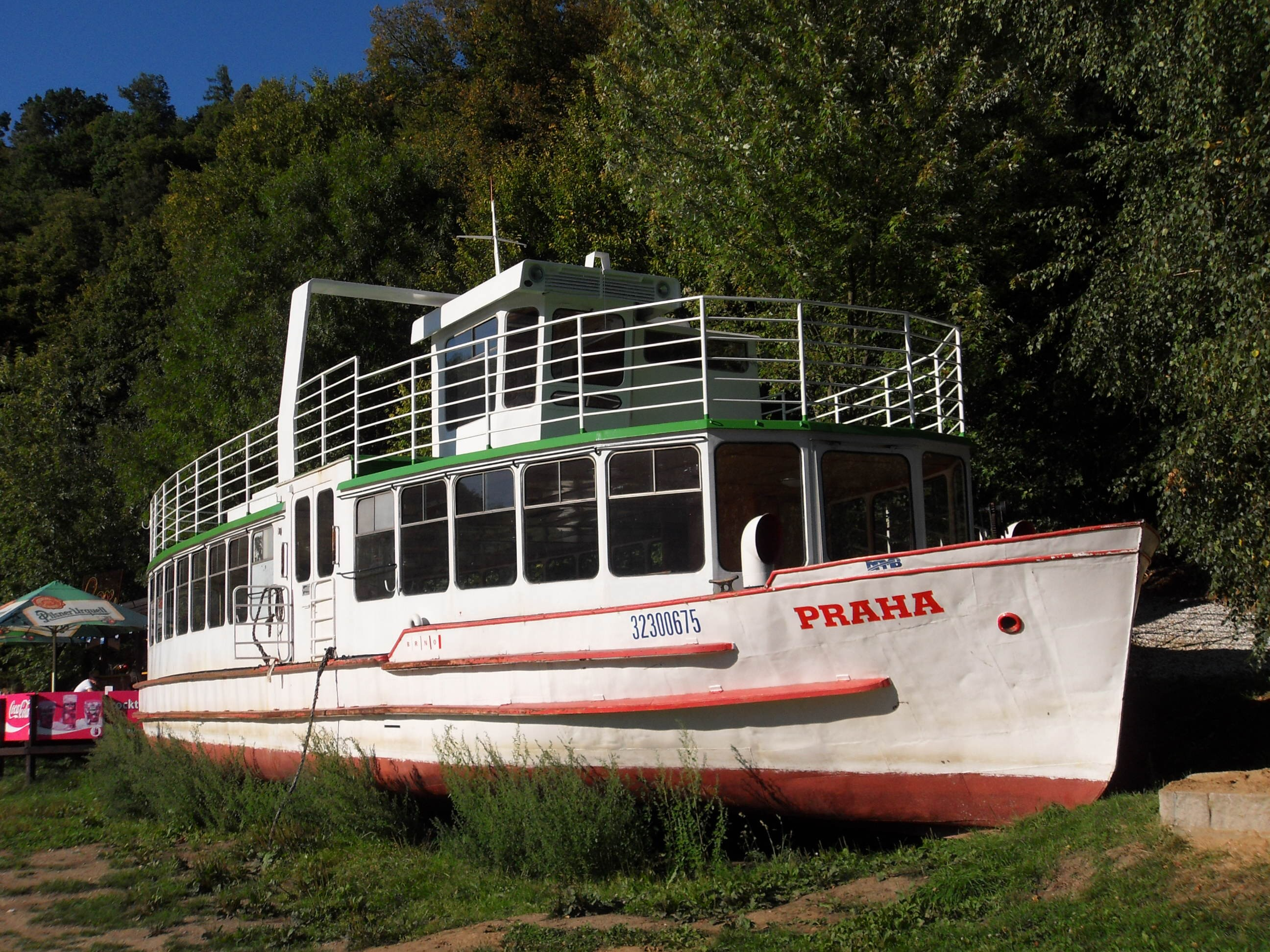
Loď Praha na souši v Campu Bítov

Loď Praha je možné zařadit mezi velké lodě provozované DPMB na Brněnské přehradě. Jedná se o dvoupalubovou loď, jejíž horní (tzv. sluneční) paluba se nachází kolem kormidelny na střeše klasické spodní paluby. Celá dolní paluba je uzavřená, z ní pak vede na tu horní schodiště (v zadní částí plavidla). Kormidelna se nachází přibližně v jedné třetině délky lodi.
Trup lodě tvoří svařený lodní plech o tloušťkách 3,5, 4 a 4,5 mm. Vyztužení je provedeno žebry z úhlové oceli, která jsou umístěna po celé délce lodi ve vzájemných rozestupech 500 mm. Uvnitř trupu, jenž je rozdělen vodotěsnými překážkami na pět částí, se nachází pět křídlových pump pro případné čerpání vody ven z lodě.
Původní kormidelna na horní palubě byla postavena přes celou šířku lodi, tudíž Praha byla (a dosud je) jedinou brněnskou dvoupalubovou lodí, která nemá v přední části střechy (před kormidelnou) horní palubu.
Praha byla původně poháněna elektromotorem Brown-Boveri GLM 1261 o výkonu 23,7 kW. Tento motor byl napájen olověným akumulátorem.
V průběhu 30letého provozu plavidla bylo uskutečněno několik menších úprav. Jednou z nich bylo snížení nástavby, jež kryje na horní palubě schodiště. Další změnou byla demontáž dvou stěžňů, které byly původně umístěny na kormidelně a na zádi lodi. V roce 1974 také byla legislativně snížena kapacita plavidla z původních 350 osob na 280 cestujících, aniž by byly provedeny nějaké technické úpravy. Ve 2. polovině 70. let byla rovněž vyměněna olověná baterie za niklo-kadmiový akumulátor.
Při rekonstrukci v 80. letech byly na lodi provedeny rozsáhlé úpravy: niklo-kadmiová baterie byla vyměněna zpět za olověnou, starý elektromotor byl vyměněn za nový tramvajový Škoda TIS/AD 2748 o výkonu 19 kW. Největší změnou ale bylo snesení původní nástavby a výroba nové, tvarově trošku odlišné. Výrazně ale byla změněna podoba nové kormidelny, která již nebyla postavena přes celou šířku horní paluby (i přes tuto změnu nebyla přední část střechy upravena na palubu).